# Попов, Алексей Сергеевич (краевед)
Алексей Сергеевич Попов (р. 11 сентября 1929, д. Талицы, Пушкинский район, Московская область, СССР), сын Попова С. И., один из старейших краеведов Москвы, член Совета Союза краеведов России, журналист, писатель, путешественник, член Русского географического общества. В 1952 г. окончил филологический факультет московского университета им. М. В. Ломоносова, специализировался на издании туристской и краеведческой литературы.
В 1980‒1990 гг. – зав. редакцией туристско-краеведческой литературы издательства Профиздат, директор издательства Российского фонда культуры «Отечество». Основатель и главный редактор краеведческого альманаха «Отечество» (1990‒2000 гг.). За работу по изданию туристской и краеведческой литературы неоднократно награждался медалями Всесоюзной выставки достижений народного хозяйства, а также знаком «Отличник Печати». Активный участник возрождения отечественного краеведения в 1970—1980 гг, а также первых Всероссийских краеведческих конференций в Пензе, Твери, Казани, Полтаве. Исследователь Подмосковья, Тверского края и истока Западной Двины. Научный руководитель экспедиции журнала «Турист», установившей в 1986 г. место истока Западной Двины.
Сторонник развития познавательного туризма и научного, исследовательского краеведения. Большинство его книг написано в жанре краеведческих путешествий. Автор путеводителей и краеведческих изданий, посвящённых, как правило, недостаточно изученным страницам нашей истории: «В поисках Дивьего камня» (1981), «Загадка Янтарной реки» (два издания – 1989 и 2012 гг.), «Дорога к истоку» (2009), «Тропой Прокудина-Горского» (2018), «Исток Западной Двины» (2021) и др. Автор статей по истории краеведческого движения в России.
Представитель второго поколения семейной краеведческой династии, основанной его отцом С. И. Поповым, которую продолжают его сын Сергей и два внука Егор и Дмитрий.
Имеет правительственную награду — Медаль за трудовую доблесть. Награждён Почётной грамотой Союза краеведов России за многолетний подвижнический труд по возрождению краеведения, развитию краеведческих исследований и за особый вклад в научно-краеведческое изучение Тверского края, а также дипломом «Подвижник краеведения», как победитель 15-го Всероссийского конкурса региональной и краеведческой литературы «Малая Родина» — 2019 за вклад в развитие отечественного краеведения и историю родного края.
В настоящее время на пенсии.
Живёт в Москве, но большую часть времени проводит на даче в тверской деревне Жуково на берегу озера Бойно.